# Iglesia de San Lázaro Obispo (Alhama de Murcia)
La iglesia de San Lázaro Obispo es un templo cristiano que se encuentra en el municipio de Alhama de Murcia, en la región de Murcia, en España. Se ubica en una plaza, junto a los baños termales y al pie del cerro del castillo de Alhama.

## Estilo
De estilo barroco y neoclásico, data de los siglos XVII, XVIII y XIX. La portada se levanta sobre un fondo de sillares de piedra caliza y se compone de dos cuerpos. El primero consta de dos pilastras de orden toscano que abrigan la puerta y sobre las que se dispone un arquitrabe liso y un friso adornado de flores y angelotes. El segundo cuerpo está flanqueado por dos piezas a modo de flameros y entre motivos florales contiene en su centro el anagrama de María.
Encima, una hornacina que alberga una talla en piedra de la Virgen Nuestra Señora de Gracia ataviada con indumentaria de la época y rostrillo, y sosteniendo al Niño en su brazo izquierdo. Se trata de una portada-retablo para ser contemplada como telón de fondo que servía de ornato al atrio. Se observa también en su diseño una serie de elementos de estilo rococó en la decoración que cubre la puerta y rodea la hornacina, detalles que pueden proceder de grabados de la época.
El acroterio, separado del resto de la fachada por un óculo, estaba coronado por las esculturas de San Lázaro, en el centro, y sus hermanas Santa Marta y Santa María, en los extremos. Dos balcones con antepecho cierran el conjunto, uno a cada lado de la portada, orlados de baquetón de piedra y apoyados sobre tirantes, con carpintería de cuarterones.

## Reformas
Los últimos cambios que experimentó se dieron en el tránsito del siglo XVIII al XIX. Afectaron a la sacristía nueva, camarín y capilla de la comunión, popularmente conocida como capilla del Rosario. La combinación del esquema barroco con la sencillez neoclásica tiene su reflejo en un espacio individualizado y circular como el camarín. Esta estancia se caracteriza por su elementalidad y por un dominio absoluto del muro sobre los huecos (hornacinas). El contorno nítido sólo queda roto por pilastras adosadas de fuste acanalado y capitel jónico.
Pocos años después, en 1798, se dieron trazas de la capilla de la Comunión, siendo autor el arquitecto murciano Salvador González Ros quien dirigió las obras. El recinto está dividido en ocho tramos, cuatro grandes y otros tantos más pequeños, separados por pilastras de orden compuesto que sustentan una cúpula dividida en cuatro cascos, en la que se abre una linterna. Los tramos menores están dispuestos en diagonal y en ellos se abren nichos rectangulares que apoyan en ménsulas. Están adornados por guirnaldas. Los tramos mayores encajan con el altar, los dos grandes ventanales y el arco de acceso.

## Restauración
Las obras de restauración de este templo se iniciaron por encargo del obispado de Cartagena, hecho a través del párroco Pedro Antonio Jiménez López en el año 1995, que actuaba en representación de la Junta parroquial de la iglesia de San Lázaro de Alhama de Murcia. Posteriormente D. Pedro fue sustituido por el nuevo párroco Francisco de Asís Pagán Jiménez, que continuó las obras iniciadas por su predecesor, completándolas y extendiéndolas a otras partes del inmueble, afrontando la parte más importante de las intervenciones.
Después vino otro párroco con designación temporal o provisional, que no ha podido ocuparse, hasta ahora, de realizar otras intervenciones que estaban planteadas y que iban dirigidas a acondicionar los locales anejos a la Sacristía y a eliminar las excrescencias del lateral Norte, recayentes hacia el Balneario y Castillo, a través de ciertos acuerdos de compensación que se estaban estableciendo con el Ayuntamiento de Alhama.